# 日野佑美
日野 佑美（ひの ゆみ、2月25日 - ）は、日本の女性声優。大分県出身。マウスプロモーション所属。

## 略歴
2013年に福岡スクール・オブ・ミュージック&ダンス専門学校卒業。2015年にマウスプロモーション附属俳優養成所入所。2017年にマウスプロモーション 所属。

## 人物
趣味・特技はバレー、テニス、ダンス、ゲーム、お菓子作り。方言は大分弁。

## 出演

### テレビアニメ
2015年
- ビキニ・ウォリアーズ（子供）

2016年
- テイルズ オブ ゼスティリア ザ クロス（民衆）
- 一人之下 the outcast（里人H）

2017年
- アトム ザ・ビギニング（女子B）
- 忍たま乱太郎の宇宙大冒険 with コズミックフロント☆NEXT（子供）

2018年
- イナズマイレブン アレスの天秤（白鳥つむき）
- 宇宙戦艦ティラミス（母親）
- 新幹線変形ロボ シンカリオン（清洲タツミ）
- あかねさす少女（タクミの母）

2020年
- number24（靖也の母）
- LISTENERS リスナーズ（カウンシル部隊）

2021年
- NOMAD メガロボクス2（ミオ）
- キングダム（幽族F）

2022年
- ジョジョの奇妙な冒険 ストーンオーシャン（女囚パーマ） - 2シリーズ
- リコリス・リコイル（山岸）

### 劇場アニメ
- planetarian 〜星の人〜（2016年、大人）
- バースデー・ワンダーランド（2019年、カップル女）
- 劇場版 新幹線変形ロボ シンカリオン 未来からきた神速のALFA-X（2019年、清州タツミ）
- 北極百貨店のコンシェルジュさん（2023年）

### Webアニメ
- マウスどうぶつえん（2019年 - 、ブチハイエナのゆみ）
- マウスどうぶつえん名作劇場（2020年、ブチハイエナのゆみ）
- ライジングインパクト（2024年、友達B）

### ゲーム
2016年
- アカシックリコード（ヴィクトリア）
- 12歳。〜恋するDiary〜
- フィリスのアトリエ 〜不思議な旅の錬金術士〜（ネルケ）

2017年
- 真・女神転生 DEEP STRANGE JOURNEY
- ブルー リフレクション 幻に舞う少女の剣（生徒）

2018年
- 編隊少女 -フォーメーションガールズ-（猪口斜里）

2019年
- ハローヒーロー
- Borderlands 3
- メリーガーランド（ダマーラ・ベオラーダ・ユースフ）
- ファイアーエムブレム 風花雪月

2020年
- ドラゴンクエストX いばらの巫女と滅びの神 オンライン（ブーバ）

2022年
- レゴ スター・ウォーズ：スカイウォーカー・サーガ

### ドラマCD
- きこえる?（2016年、女医）
- 三角オペラ（2017年、大河内の母）
- いつかの恋と夏の果て（2017年、女）
- MAUSU THEATER Vol.016（2017年）

### 吹き替え

#### 映画
- オーシャンズ8（セリーナ・ウィリアムズ 他）
- おとぎ話を忘れたくて
- First Match
- バトル・オブ・ザ・セクシーズ
- マイル22（M.I.T.:〈エミリー・スケッグズ〉）
- ローデッド: 4人の幼稚なミリオネア（ナオミ）

#### テレビドラマ
- I-Land 戦慄の島（チェイス）
- アレクサ&ケイティ
- エル・チャポ（チオ、ルペ）
- フラーハウス（ドッジボール選手）
- リリーが一番!〜恋も仕事も全力ガール〜（サシャ）
- レガシース（ペネロペ・パーク）

#### テレビ番組
- ブリティッシュ ベイクオフ（ウグネ、マリー）
- ボンダイビーチ動物病院
- リアルガールズ・イン・プリズン（フェイス・ホルバート）

#### アニメ
- ミッシング・スリーアルカディア物語（ザドラ大尉）

### デジタルコミック
- イナズマイレブン〜ペンギンを継ぐ者〜 超次元ムービーコミック（2018年、白鳥つむき） - 限定カード&DVD付き特装版

### シリーズ一覧
1. ↑  第1クール（2022年）、第2クール（2022年）